# Societat Cultural i Recreativa La Cumprativa
La Societat Cultural i Recreativa La Cumprativa és una entitat cultural creada el 1918 a Llorenç del Penedès. El 2018 va rebre la Creu de Sant Jordi.